# Günther Teller

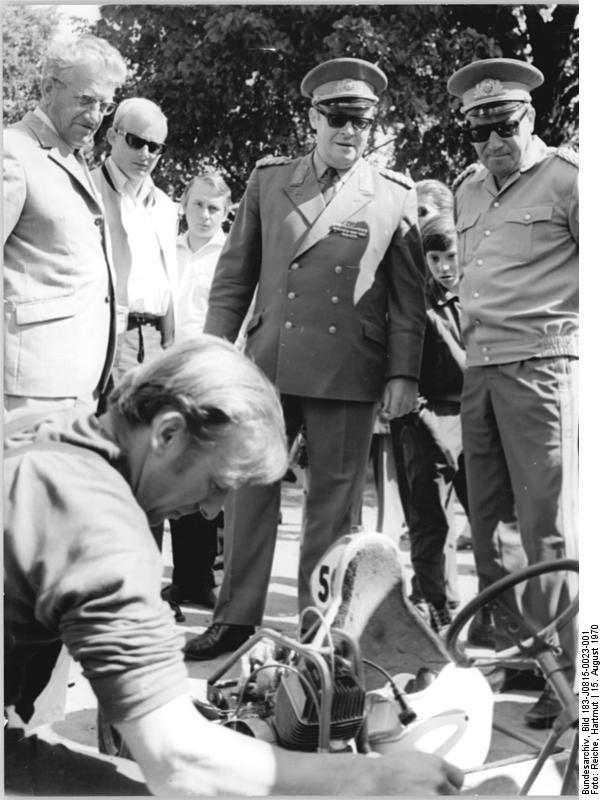
Generalmajor Teller (Mitte) bei der I. Wehrspartakiade der GST (1970)

Günther Teller (* 24. November 1925 in Halle (Saale); † 28. Juni 1982) war Generalleutnant der Nationalen Volksarmee (NVA) und von 1968 bis 1982 Vorsitzender des Zentralvorstandes der Gesellschaft für Sport und Technik (GST) der DDR.

## Leben
Teller wurde als Sohn eines Salzsieders in Halle geboren. Er besuchte die Volksschule und machte eine Ausbildung zum Schlosser in den Siebel Flugzeugwerken. 1943/44 wurde Teller zum Reichsarbeitsdienst herangezogen und im Anschluss daran diente er bis 1945 in einer Infanterieeinheit. Zu Kriegsende geriet Teller kurzzeitig in britische Kriegsgefangenschaft, aus der er schon bald entlassen wurde.
Im Jahre 1945 war er als Kraftfahrer tätig und war im selben Jahr einer der Mitbegründer der Antifa-Jugend in Halle. In den Jahren 1945 und 1946 war er Mitglied der LDPD und Organisationsleiter des Jugendausschusses Halle. Von 1946 bis 1949 war er zunächst 1. Sekretär des FDJ-Kreisvorstandes Halle, dann Sekretär für Arbeiterjugend des FDJ-Landesvorstandes Sachsen-Anhalt. Im Jahr 1947 trat er der SED bei.

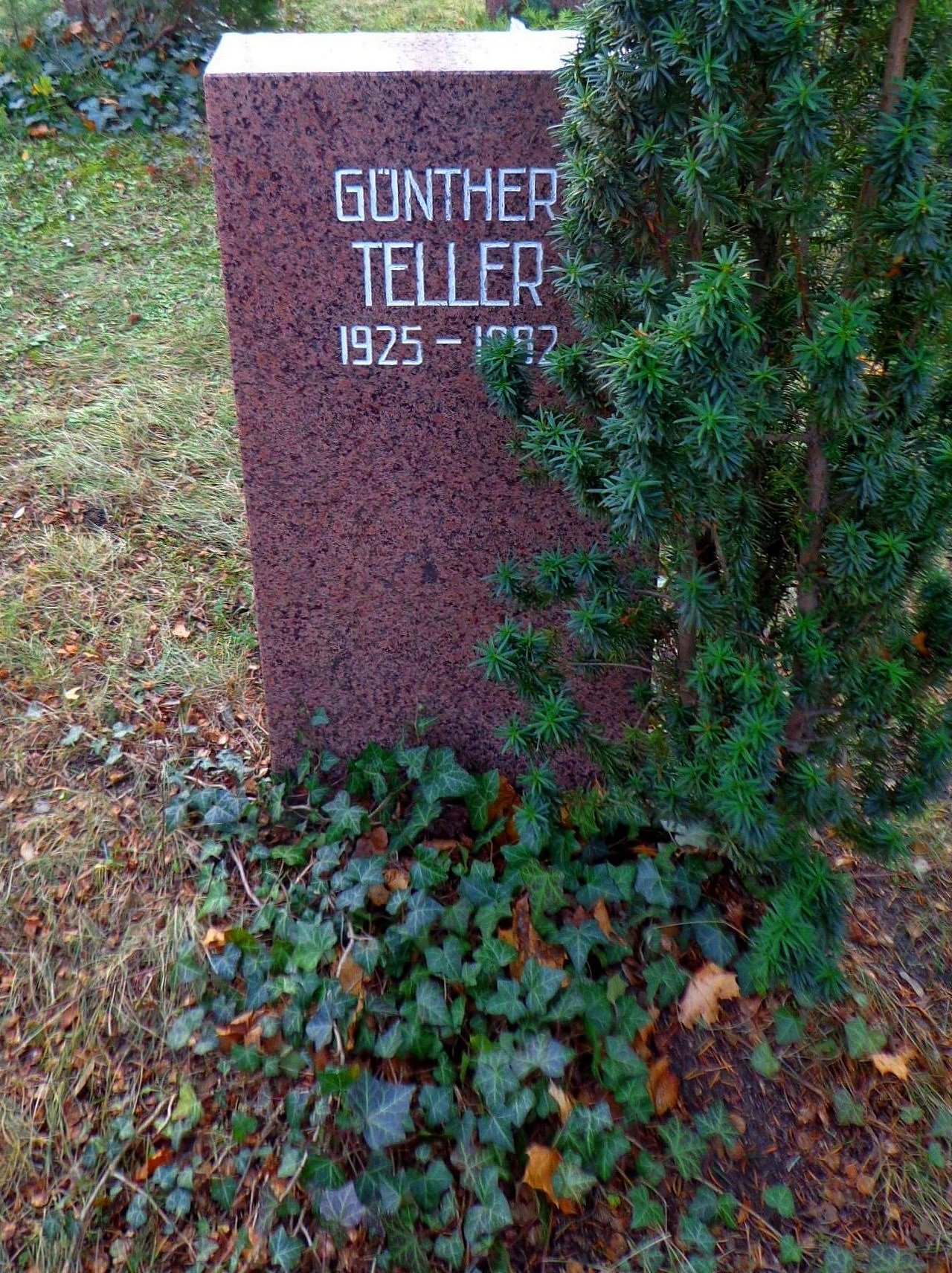
Grabstätte

Am 1. September 1949 wurde er Angehöriger der Hauptverwaltung Ausbildung und Mitarbeiter der Hauptabteilung Polit-Kultur für Jugendarbeit. Von 1950 bis 1951 besuchte er die Parteihochschule Karl Marx beim Zentralkomitee der SED. Von 1953 bis 1957 war er Leiter der Abteilung Jugend in der Politischen Verwaltung der NVA. Von 1955 bis 1959 war er Mitglied des Zentralrates der FDJ. Von 1957 bis 1962 studierte er an der Militärakademie Friedrich Engels in Dresden. Ab 1962 war er stellvertretender Leiter und später dann Chef der Politischen Verwaltung im Führungskommando des Militärbezirks III Leipzig. Im Februar 1965 wurde er beim Chef der Politischen Hauptverwaltung des MfNV als Stellvertreter für Organisation der politischen Arbeit berufen. 1966 erfolgte seine Ernennung zum Generalmajor. Am 1. Februar 1968 wurde er dann als Nachfolger von Generalmajor Kurt Lohberger Vorsitzender des Zentralvorstandes der GST und am 1. März 1975 zum Generalleutnant befördert.
Seine Urne wurde in der Grabanlage Pergolenweg des Berliner Zentralfriedhofs Friedrichsfelde beigesetzt.

## Auszeichnungen
- 1964 Vaterländischer Verdienstorden in Silber
- 1972 Orden Banner der Arbeit
- 1974 Kampforden „Für Verdienste um Volk und Vaterland“ in Gold
- 1981 Scharnhorst-Orden

## Werk
- Mit ganzer Kraft für die Sicherung des Friedens und den Schutz des Sozialismus, in: Arsenal Band 4, VEB Militärverlag der Deutschen Demokratischen Republik, Berlin 1982, S. 9–17